# 納爾克雷斯特 (佛羅里達州)
納爾克雷斯特（英語：Nalcrest）是位於美國佛羅里達州波爾克縣的一個非建制地區。該地的面積和人口皆未知。

## 地理
納爾克雷斯特的座標為27°51′30″N 81°25′30″W / 27.85833°N 81.42500°W，而該地的平均海拔高度為20米（即66英尺）。